# Gordon Haskell
Gordon Haskell (ur. 27 kwietnia 1946 w Bournemouth, zm. 15 października 2020) – angielski muzyk, kompozytor oraz wokalista. Znany z występów w zespole The Fleur de Lys później krótko występował w supergrupie muzycznej King Crimson, w której był wokalistą oraz grał na gitarze basowej i nagrał z nią dwa albumy: In The Wake Of Poseidon (1970) (pojawił się tylko w jednym utworze pt. „Cadence and cascade”)  oraz Lizard (1971). Po latach odejście z  King Crimson określił najłatwiejszą decyzją w swoim życiu. 
Po odejściu z grupy występował samodzielnie. Haskell był szkolnym kolegą lidera King Crimson Roberta Frippa z którym w drugiej połowie lat 60. występował w grupie o nazwie The League of Gentlemen. Na początku kariery, pod koniec lat 60. jego współlokatorem w Londynie, w mieszkaniu należącym do członków grupy The Animals (przy Cranley Gardens w South Kensington), był przez jakiś czas Jimi Hendrix, który także gościnnie trzykrotnie wystąpił, a także nagrywał z  Haskellem i grupą The Fleur de Lys.
Był także członkiem grup Cupid's Inspiration i The Flower Pot Men.
Pracował jako sesyjny muzyk dla Atlantic Records, gdzie miał m.in. okazję odbyć wielogodzinny jam z grupą Vanilla Fudge. W 1969 roku podpisał swój pierwszy kontrakt z CBS Records, dla której to wytwórni nagrał swój pierwszy album pt. „Sail in My Boat”.
W 1969 utwór autorstwa Haskella pt. „Lazy Life” został wydany na singlu przez australijską grupę Heart'N'Soul i stał się przebojem w RPA oraz Australii, a także zdobył pewną popularność w Wielkiej Brytanii. 
W latach 70. krótko występował z Cliffem Richardem, Timem Hardinem oraz grupą Stackridge. Od lat 80. zaczął występować na małych koncertach podczas których śpiewał własne utwory i sam akompaniował sobie na gitarze. 
Nagrane w latach 1969–2001 albumy solowe (8 tytułów) nie przyniosły artyście rozgłosu. Niespodziewanie przed świętami Bożego Narodzenia w 2001 jego utwór „How Wonderful You Are” znalazł się na drugim miejscu listy przebojów stacji BBC 2. Sukces wydanego w 2002 roku albumu „Harry's Bar” (album uzyskał status platynowej płyty) pozwolił wówczas pięćdziesięciopięcioletniemu artyście zaistnieć w Europie i nagrać w ciągu 18 lat kolejne cztery albumy. W tym czasie Haskellowi towarzyszyli uznani muzycy, m.in. gitarzyści Hamish Stuart oraz Robbie McIntosh, obaj znani z kilkuletniej współpracy z Paulem McCartneyem. Artysta zyskał także popularność poza granicami Wielkiej Brytanii, m.in. w Holandii czy w Polsce. 
W 2005 w duecie z Katarzyną Skrzynecką nagrał singel „All in the Scheme of Things” promujący album Koa. W 2016 nagrał w duecie z Piotrem Salatą dwa utwory: „Żywago” oraz promowany teledyskiem singel „W Rio”. Singel został nazwany duetem roku przez muzyczny portal internetowy Wyspa.fm. Utwory znalazły się na drugim albumie studyjnym Piotra Salaty zatytułowanym PS. Jego ostatni album pn. „The Cat Who’s Got the Cream” ukazał się w styczniu 2020 roku. Zmarł wskutek choroby nowotworowej. Po śmierci Johna Wettona (2017) był ostatnim żyjącym byłym wokalistą i basistą grupy King Crimson z lat 70.

## Galeria

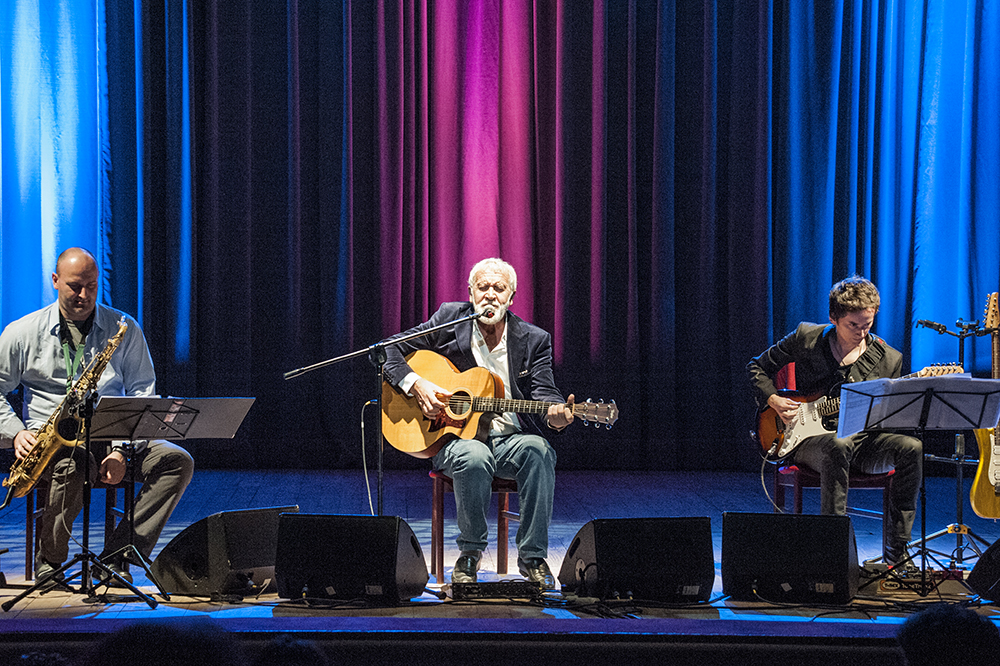
Występ w Sali Kongresowej w Warszawie - listopad 2011 r.
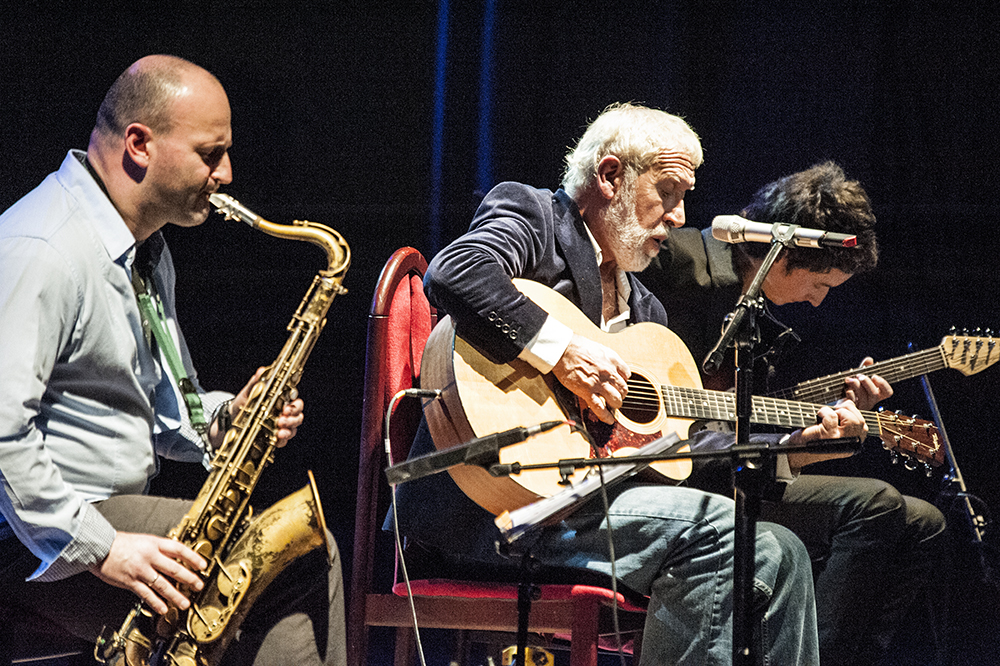
Marek Podkowa - saksofon, Gordon Haskell, Damian Kurasz - gitara elektryczna.
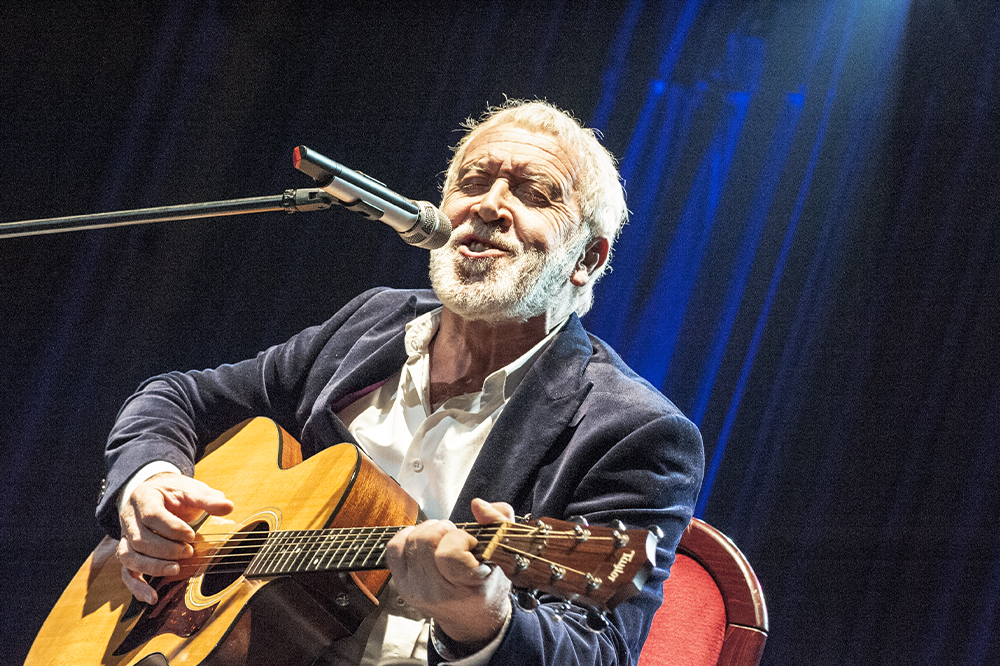
Gordon Haskell.
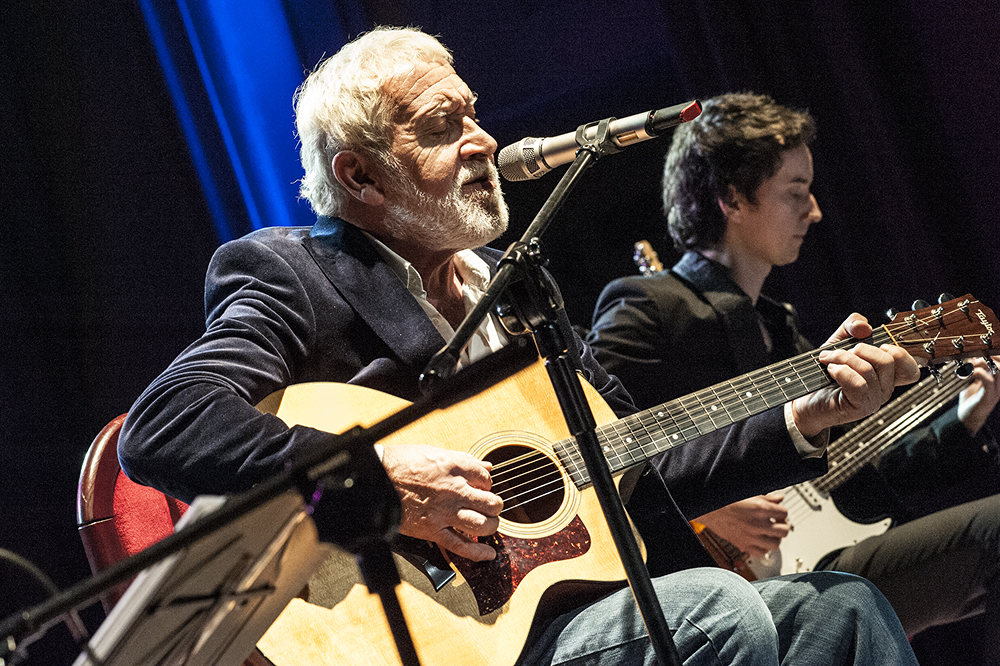
G.Haskell i Damian Kurasz.
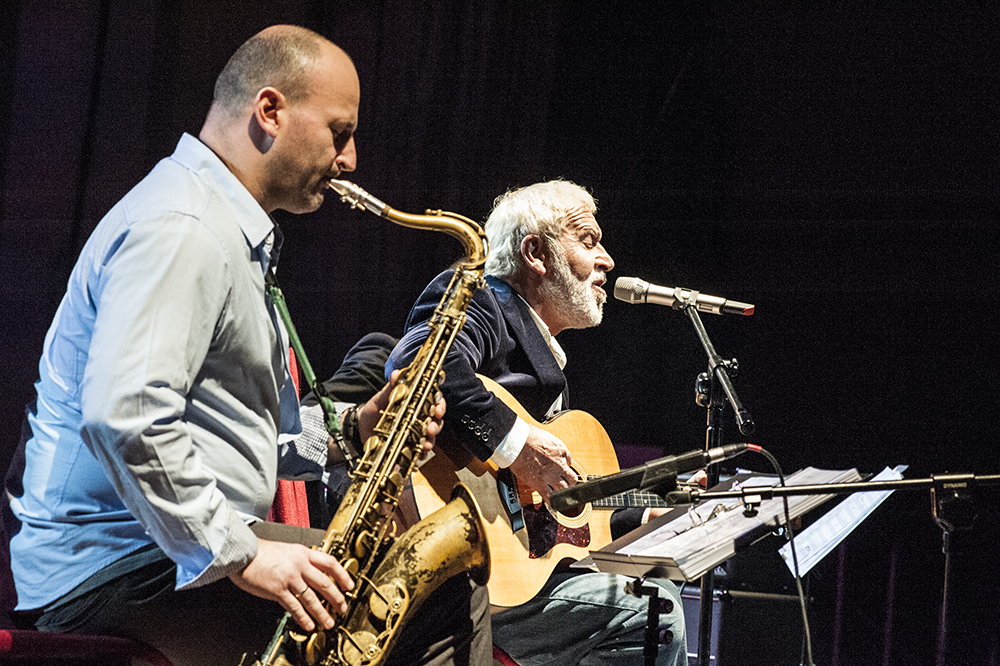
Marek Podkowa i G.Haskell.
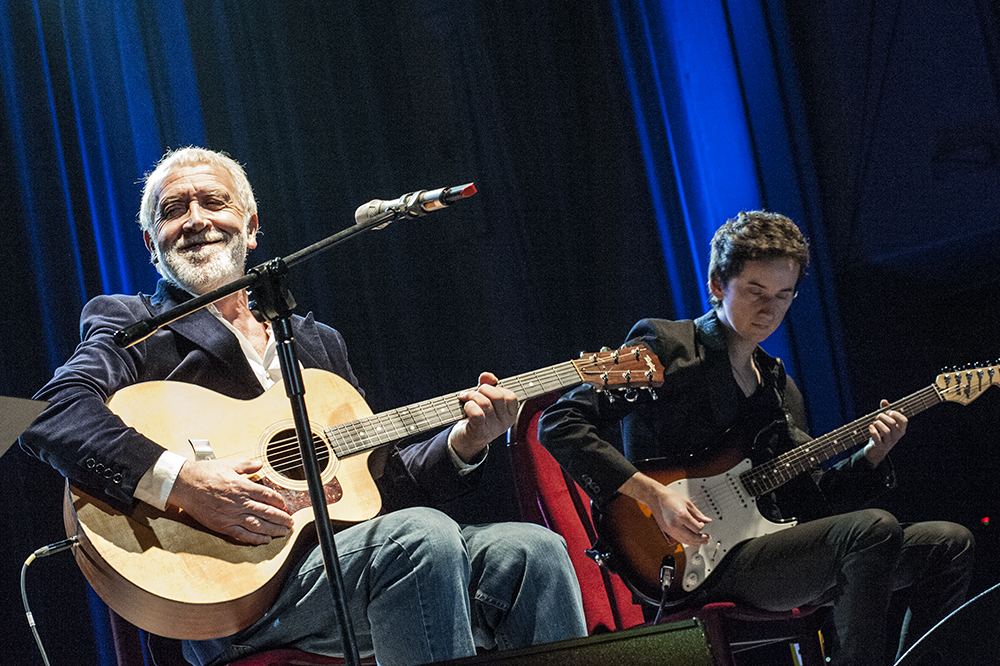
G.Haskell i Dariam Kurasz.